# هوراسيو ساليناس
هوراسيو ساليناس (بالإسبانية: Horacio Salinas)‏ هو ملحن تشيلي، ولد في 8 يوليو 1951 في Lautaro, Chile ‏ في تشيلي.

## وصلات خارجية
- هوراسيو ساليناس على موقع IMDb (الإنجليزية)
- هوراسيو ساليناس على موقع ميوزك برينز (الإنجليزية)
- هوراسيو ساليناس على موقع أول ميوزيك (الإنجليزية)
- هوراسيو ساليناس على موقع ديسكوغز (الإنجليزية)
- هوراسيو ساليناس على موقع قاعدة بيانات الفيلم (الإنجليزية)